# 勝浦市立郁文小学校
勝浦市立郁文小学校（かつうらしりつ いくぶんしょうがっこう）は、千葉県勝浦市松部にあった公立小学校。

## 通学地区
- 松部、串浜（串浜新田を除く）地区全域。

## 歴史
- 1874年（明治7年）5月 - 松部村妙潮寺に松部小学校を開校[1]
- 1875年（明治8年）7月 - 串浜村善性寺に串浜小学校を開校[1]
- 1895年（明治28年）11月 - 松部と串浜を統合し郁文尋常小学校とするも従前の校舎を仮教場とする[1]
- 1901年（明治34年）6月 - 校舎落成　松部、串浜仮教場より移転統合
- 1912年（大正元年）10月 - 校舎増築落成
- 1941年（昭和16年）4月1日 - 国民学校令施行により郁文国民学校となる
- 1947年（昭和22年）4月1日 - 学校教育法施行により勝浦町立西小学校となる
- 1954年（昭和29年）3月 - 校舎新築落成
- 1958年（昭和33年）10月 - 市制施行により勝浦市立郁文小学校となる
- 1982年（昭和57年）3月 - 体育館新築落成
- 1994年（平成6年）11月 - 創立百周年記念式典
- 1998年（平成10年）8月 - 新校舎落成
- 2000年（平成12年）1月 - 長野県飯山市立東小学校との冬の交流開始
- 2000年（平成12年）10月 - 学校給食「食に関する指導」公開研究会
- 2002年（平成14年）2月 - 学校健康教育優良学校表彰（県教育委員会）
- 2002年（平成14年）10月 - 文部科学大臣表彰，千葉県教育功労者表彰
- 2003年（平成15年）9月 - 千葉テレビ「今、学校で」で磯学習放映
- 2004年（平成16年）6月 - 長野県飯山市立東小学校と修学旅行交流開始
- 2004年（平成16年）8月 - 「読み聞かせの会」発足
- 2005年（平成17年）4月 - 海の博物館連携授業開始
- 2005年（平成17年）8月 - 読書支援組織「ひなたの会」発足
- 2006年（平成18年）4月 - 朝の一斉読書開始
- 2007年（平成19年）4月 - 文部科学大臣表彰（読書活動優秀実践校）
- 2018年（平成30年）11月 - M-1王者の母校にひとつだけの漫才（朝日放送テレビ）にて本校紹介。
- 2019年（平成31年）3月 - 勝浦小学校と統合の為、閉校。

## 跡地
旧勝浦市立郁文小学校校舎には2023年度から成美学園により通学も可能な通信制高校が開設されることになった。